# Storie italiane di violenza e terrorismo
Storie italiane di violenza e terrorismo è un saggio del 1980 del giornalista, scrittore e storico Giampaolo Pansa.

## Edizioni
- Giampaolo Pansa, Storie italiane di violenza e terrorismo, Laterza editore,  p. 288, ISBN 88-420-1670-5.